# إيشان
إيشان (بالإنجليزية: Ishana)، و(بالسنسكريتية: ईशान)، هو إله هندوسي وحامي جهة الشمال الشرقي. غالبًا ما يُعتبر أحد أشكال (صور) الإله شيفا، وغالبًا ما يُحسب أيضًا من بين الأحد عشر رودرا، المرتبطة بالرب رودرا. يجري تكريمه وتبجيله في الهندوسية، وبعض مدارس البوذية وفي الجاينية. في فاستو شاسترا، نظام هندي تقليدي للهندسة المعمارية، يشار إلى الزاوية الشمالية الشرقية من أي قطعة أرض باسم "إيشانا".